# Frituurvet

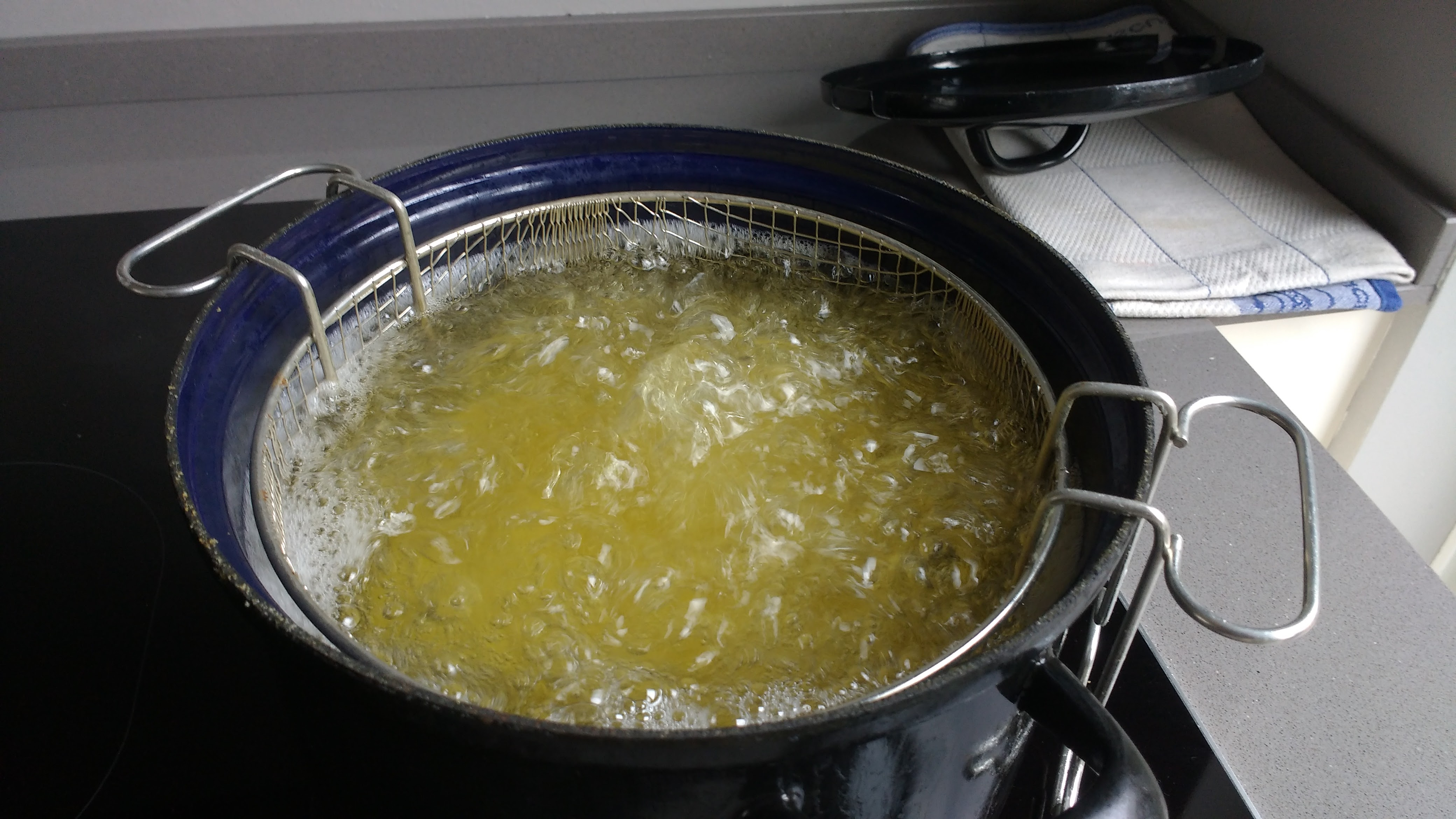
Frituurvet in actie

Frituurvet is, net als ieder ander hard vet, een ester van glycerol en verzadigde vetzuren. Het wordt gebruikt bij het frituren.

## Kwaliteit van frituurvet
De kwaliteit van het frituurvet kan onder andere beoordeeld worden door het te schouwen of door er aan te ruiken. Dit is gebaseerd op het volgende:
- Bij verhitting breken de vetmoleculen af, waardoor er koolstofatomen (C) vrij komen en in het vet zweven. Dit zal het frituurvet steeds zwarter doen kleuren. Ook ontleedt het vet tot diverse afbraakproducten die schadelijk voor de gezondheid kunnen zijn.
- Daarnaast gaat het vet verzuren. De esterverbinding van het vet wordt gevormd middels een evenwichtsreactie. Mede onder invloed van water schuift het evenwicht de ene of de andere kant op. Met andere woorden, de aanwezigheid van water bepaalt of er sprake is van volwaardige vetten of dat een deel weer gesplitst wordt in glycerol en vetzuren. Deze vetzuren geven een muffe geur af.

Als er gefrituurd wordt, gebeurt dit meestal met producten die veelal bevroren zijn. Deze producten hebben derhalve vaak een klein laagje bevroren water aan de buitenkant zitten. Met name dit water zorgt voor de ontleding van het vet. Er ontstaan dus meer vrije vetzuren. Daardoor krijgt het vet een andere consistentie, krijgt het een zeer onaangename geur en smaak, en gaat de kwaliteit van het frituurvet achteruit. Om deze reden controleren de professionele horecazaken ook altijd de zuurgraad van het frituurvet.

## Inzameling
Omdat frituurvet vooral bestaat uit verzadigde esters van vetzuren, is het heel energierijk. Frituurvet en frituurolie worden in Nederland en België daarom bij grootgebruikers, in containerparken en in sommige supermarkten ingezameld. Het krijgt vervolgens een andere bestemming, zo kan het verwerkt worden in brandstof. Gebruikt frituurvet heeft dus nog waarde en de inzamelaar geeft dan ook een vergoeding. Na inzameling en filtering wordt frituurvet dan bijvoorbeeld energiebron. Zo kunnen door reactie met behulp van methanol, in aanwezigheid van een kleine hoeveelheid van een base, methylesters van de vetzuren gemaakt worden. Deze methylesters vormen het hoofdbestanddeel van biodiesel.